# Faraonul (film)
Faraonul (titlul original: în poloneză Faraon)  este un film istoric epic polonez, 
realizat în 1966 de regizorul Jerzy Kawalerowicz, după romanul omonim a scriitorului Bolesław Prus, protagoniști fiind actorii Jerzy Zelnik, Wiesława Mazurkiewicz. Barbara Brylska și Ewa Krzyżewska. 

## Conținut
După moartea faraonului Ramses al XII-lea, care a fost grav bolnav, descendentul acestuia, Ramses al XIII-lea se luptă în mijlocul unei grave crize pentru preluarea puterii în stat. Pe lângă situația financiară mizerabilă, tezaurul statului a fost jefuit, corupția omniprezentă, populația chinuită și sărăcită, iar țara este amenințată de dușmani. Averile țării se află în mâinile castei atotputernice a preoților și a conducătorului lor Herhor, marele preot din Teba și comandant-șef al forțelor armate. 
Tânărul faraon Ramses al XIII-lea, în mijlocul acestei situații se luptă pentru supremație,  și încearcă să contracareze puterea clerului, cler care însuși ia inițiativa și urzește o intriga împotriva tânărului faraon. 

## Distribuție
- Jerzy Zelnik – Faraonul Ramses al XIII-lea / Lykon, sosia
- Wiesława Mazurkiewicz – Nikotris, mama sa
- Barbara Brylska – Kama, preoteasa feniciană
- Krystyna Mikołajewska – Sarah, concubina lui Ramses
- Ewa Krzyżewska – Hebron, soția lui Tutmosis
- Piotr Pawłowski – Herhor, preotul suprem de Ammone
- Leszek Herdegen – Pentuer, profetul egiptean
- Stanisław Milski – Mephres, preotul suprem
- Kazimierz Opaliński – Beroes, profet
- Mieczysław Voit – Samentu, preotul de Seth
- Alfred Łodziński – Hiram, principe di Tiro, conducătorul fenicienilor
- Andrzej Girtler – Ramses al XII-lea
- Emir Buczacki – Tutmosis, prietenul lui Ramses al XIII-lea
- Józef Czerniawski – Mentesufis, preotul de Ammone
- Edward Rączkowski – Dagon, vistiernicul lui Ramses al XII-lea
- Ryszard Ronczewski – Eunane
- Leonard Andrzejewski – Tehenna, comandantul libian
- Jerzy Block – felahul care săpa canalul
- Bohdan Janiszewski – marele preot, gardianul labirintului
- Wiktor Grotowicz – Nitager, generalul egiptean
- Jarosław Skulski – Sargon, ambasadorul Asiriei
- Marian Nosek – Rabsun, negustorul fenician
- Lucyna Winnicka – preoteasa de la mumificarea lui Ramses XIII

## Premii și nominalizări
- 1966 nominalizare la Festivalul de la Cannes pentru Palme d'Or
- 1967 nominalizare la Oscar pentru cel mai bun film străin